# Llau de Sant Andreu
La llau de Sant Andreu és una llaudel terme municipal de Conca de Dalt, al Pallars Jussà, a l'antic terme d'Hortoneda de la Conca, en terres de l'antic poble de Perauba.
Es forma a l'Obaga de Brunet, des d'on davalla cap al nord-oest i en un curt recorregut de 250 metres s'aboca en la llau de Perauba.